# Viktor Bežek
Viktor Bežek, slovenski pedagog, urednik in jezikoslovec, * 10. julij 1860, Postojna, † 19. december 1919, Ljubljana.

## Življenje in delo
Rodil se je v družini davčnega uradnika Jožefa Bežka. Ljudsko šolo je obiskoval v Radovljici in Ljubljani, kjer je končal tudi gimnazijo. Najprej je dve leti na Dunaju in nato v Gradcu, kjer je 1886 opravil profesorski izpit iz latinščine in grščine, 1890 pa iz slovenščine, študiral klasično filolgijo in slavistiko. Od 1886 je poučeval na gimnazijah, od 1892 na ljubljanskem in goriškem učiteljišču, 1904-1909 je bil ravnatelj trioddelčnega (slovenskega, hrvaškega in nemškega) moškega učiteljišča v Kopru. Tu so dijaki zaradi težkih razmer marca 1908 bojkotirali pouk, bili kaznovani a pospešili preselitev hrvaškega oddelka v Kastav, slovenskega pa 1909 v Gorico. Po preselitvi v Gorico je uspešno vodil goriško slovensko učiteljišče do 1915, ko se je pred soško fronto z dijaki umaknil v Ljubljano. Po koncu vojne so se vrnili v Gorico. Nova italijanska oblast pa je slovensko učiteljišče ukinila, razočarni Režek se je 1919 vrnil v Ljubljano in napravil samomor.
Bežek je bil član istrskega in kasneje goriško-gradiščanskega deželnega šolskega sveta. Kot deželni šolski nadzornik za Gorico, tržiški in gradiščanski (Gradisca d'Isonzo) okraj je veliko pripomogel k napredku tamkajšnega šolstva. Kot odbornik Slovenske šolske matice (1901-1919) je urejal njen zbornik in priročnike naravoslovnih ved za učiteljstvo. Ko je bil urednik Ljubljanskega zvona (1895-1899), je v njem objavljal prispevke predstavnikov slovenske moderne.
Da bi omogočil pouk pedagogike na učiteljiščih v slovenščini je napisal dva učbenika: 
- Občno vzgojeslovje z dušeslovnim uvodom (1916) in
- Občno ukoslovje z umoslovnim uvodom I, II.  (1917-1919).

Pripravil je še delo Zgodovina pedagogike, ki pa ni bilo dokončano. Bežek je bil prvi prenovitelj šolskih programov na Slovenskem. Poudarjal je potrebo, da naj se uvedejo strokovne šole, pouk pa naj ne vadi samo spomina, ampak tudi razum in voljo, tako da vzgoji značaje. Znana je njegova krilatica »Modrijanov in genijev je svet poln, značajev pa šteje le malo«. Bežek se uvršča med naše najvidnejše pedagoge v začetku 20. stoletja.